# Palmetto (Floride)
Pour les articles homonymes, voir Palmetto.
La ville de Palmetto est située dans le comté de Manatee, dans l’État de Floride, aux États-Unis. Sa population s’élevait à 12 606 habitants lors du recensement de 2010, estimée à 13 446 habitants en 2016.

## Histoire
La ville est ainsi nommée par Samuel Sparks Lamb, l'un des fondateurs, en référence aux nombreux palmettos de la région. Elle devient une municipalité le 15 juin 1893.

## Démographie
| 1890 | 1900 | 1910 | 1920  | 1930  | 1940  |
| ---- | ---- | ---- | ----- | ----- | ----- |
| 224  | 569  | 773  | 2 046 | 3 043 | 3 491 |

| 1950  | 1960  | 1970  | 1980  | 1990  | 2000   |
| ----- | ----- | ----- | ----- | ----- | ------ |
| 4 103 | 5 556 | 7 422 | 8 637 | 9 268 | 12 571 |

| 2010   | - | - | - | - | - |
| ------ | - | - | - | - | - |
| 12 606 | - | - | - | - | - |

## Source
- (en) Cet article est partiellement ou en totalité issu de l’article de Wikipédia en anglais intitulé « Palmetto, Florida » (voir la liste des auteurs).